# Georges Braque (film)
Pour l’article homonyme, voir Georges Braque.
Pour plus de détails, voir Fiche technique et Distribution.
Georges Braque est un film documentaire français d'André Bureau sorti en 1950.

## Synopsis
La vie et le travail de Georges Braque.

## Fiche technique
- Réalisateur : André Bureau
- Photographie : André Villard
- Genre : Court métrage documentaire
- Année de sortie : 1950

## Distribution
- Arletty (narration)